# Bob Brookmeyer
Robert Brookmeyer detto Bob (Kansas City, 19 dicembre 1929 – 15 dicembre 2011) è stato un trombonista, compositore e pianista statunitense.

## Biografia
Frequenta il conservatorio di Kansas City per diversi anni senza però ottenere il diploma. Trasferitosi a New York, entra a far parte come pianista dell'orchestra di Mel Lewis e collabora con musicisti quali Coleman Hawkins, Ben Webster, Charles Mingus. È comunque il trombone a pistoni il suo strumento di elezione e inizia una prolifica collaborazione con Stan Getz che si protarrà per quindici anni. Ottiene la celebrità in campo mondiale con la sua partecipazione, come primo sostituto di Chet Baker, nel quartetto piano-less di Gerry Mulligan, formazione di cui farà parte dal 1954 al 1957. In seguito collabora con Jimmy Giuffrè e Jim Hall nel trio che darà alla luce l'LP Western Suite del 1958 e di nuovo poi con Gerry Mulligan nella Concert Jazz Band (da lui stesso creata), sia come arrangiatore che come esecutore.
Negli anni sessanta collabora con la Thad Jones/Mel Lewis Orchestra e con diverse altre formazioni; suona in duo con il chitarrista Jim Hall, realizza (al piano) insieme a Bill Evans The Ivory Hunters e si occupa di arrangiamenti e composizione.
Dal 1981 inizia a lavorare intensamente come compositore e direttore d'orchestra in Europa, creando molte opere per le città di Colonia e Stoccolma. Dal 1991 si stabilisce nei Paesi Bassi, dove inaugura una nuova scuola per l'improvvisazione e la composizione. Tornato negli Stati Uniti, riceve la cattedra di Composizione Jazz al Conservatorio del New England.
Successivamente compone e si esibisce con la sua New Art Orchestra.
È morto il 16 dicembre 2011 a New London (New Hampshire).

## Discografia

### Come leader o come co-leader
- 1954 - Storyville Presents Bob Brookmeyer (Storyville Records)
- 1954 - Phil Urso and Bob Brookmeyer (Savoy Records)
- 1954 - Bob Brookmeyer Quartet (Pacific Jazz Records)
- 1954 - Bud Shank & Bob Brookmeyer (Pacific Records)
- 1954 - Bob Brookmeyer Plays Bob Brookmeyer and Some Others (Clef Records)
- 1955 - The Modernity of Bob Brookmeyer (Clef Records)
- 1955 - The Dual Role of Bob Brookmeyer (Prestige Records)
- 1956 - Morning Fun (Black Lion Records)
- 1956 - Tonite's Music Today (Storyville Records) con Zoot Sims
- 1956 - Whoo-eeee! (Storyville Records) con Zoot Sims
- 1956 - Strings & Trombones (Pacific Jazz Records)
- 1957 - The Al Cohn Quintet Featuring Bob Brookmeyer (Coral Records)
- 1957 - Traditionalism Revisited (Blue Note Records)
- 1957 - Brookmeyer (Vik Records)
- 1958 - Street Swingers (Pacific Jazz Records)
- 1958 - Gerry Mulligan Bob Brookmeyer Play Phil Sunkel's Jazz Concerto Grosso (ABC-Paramount Records)
- 1959 - Kansas City Revisited (United Artists Records)
- 1959 - Stretching Out (United Artists Records)
- 1959 - The Trombones Inc. (LHJ Records)
- 1959 - The Ivory Hunters (United Artists Records)
- 1960 - The Blues Hot and Cold (Verve Records)
- 1960 - Jazz Is a Kick (Mercury Records)
- 1960 - Portrait of the Artist (London Atlantic Records)
- 1961 - 7 X Wilder (Verve Records)
- 1961 - Recorded Fall 1961 (Verve Records)
- 1961 - Gloomy Sunday and Other Bright Moments (Verve Records)
- 1962 - Trombone Jazz Samba/Bossa Nova (Verve Records)
- 1963 - Samba para dos (Verve Records)
- 1963 - Bob Brookmeyer Featuring John Williams & Red Mitchell (Crown Records)
- 1964 - Revelation (New Jazz Records)
- 1964 - Tonight (Mainstream Records)
- 1965 - The Power of Positive Swinging (Mainstream Records)
- 1965 - Bob Brookmeyer and Friends (Columbia Records)
- 1966 - Gingerbread Men (Mainstream Records)
- 1973 - Previously Unreleased Recordings (Verve Records)
- 1978 - Bob Brookmeyer Small Band (Gryphon Records)
- 1979 - Back Again (Sonet Records)
- 1980 - Bob Brookmeyer Live at the Village Vanguard (Gryphon Records)
- 1981 - Through a Looking Glass (Finesse Records)
- 1983 - Bobby Brookmeyer and His Orchestra (Vik Records)
- 1986 - Oslo (Concord Jazz Records)
- 1988 - Dreams (Dragon Records)
- 1991 - Electricity (ACT Music Records)
- 1995 - Paris Suite (Challenge Records)
- 1995 - In Paris (Vogue Records)
- 1997 - Impulsive! (Stunt Records)
- 1998 - Old Friends (Storyville Records)
- 1998 - Out of This World (Koch Records)
- 2000 - Together (Challenge Records)
- 2001 - Holiday: Bob Brookmeyer Plays Piano (Challenge Records)
- 2001 - Madly Loving You (Challenge Records)
- 2002 - Waltzing with Zoe (Challenge Records)
- 2002 - Full Circle (CJ Jazz Records)
- 2002 - Q&A: Jazz Big Band Graz Plays the Music of Bob Brookmeyer (Mons Records)
- 2003 - Island (Artists House Records)
- 2003 - Stay Out of the Sun (Challenge Records)
- 2003 - One Night in Vermont (Planet Arts Records)
- 2004 - Get Well Soon (Challenge Records)
- 2005 - Awakening (Double Moon Records)
- 2007 - Spirit Music (Artistshare Records)
- 2008 - Bob Brookmeyer: Music for String Quartet and Orchestra (Challenge Records)
- 2011 - Bob Brookmeyer and the New Art Orchestra Featuring Fay Claassen: Standards (Artist Share Records)